# Troglodytes aedon
El chochín criollo (Troglodytes aedon) es una especie de ave paseriforme de la familia Troglodytidae, que se distribuye por la mayor parte de América principalmente desde Canadá hasta el archipiélago de Tierra del Fuego, emigrando en invierno a México.

## Etimología
El epíteto específico aedon significa "ruiseñor", y hace referencia a su canto.

## Nombre común
El Troglodytes aedon es llamado ratona o ratona común en parte de Argentina, Paraguay , "chichuriro" en Bolivia, "ratonera" en parte de Argentina y en todo Uruguay, corruíra en Brasil, chercán o chercán común en Chile, cucarachero Común en Colombia, Perú y Venezuela, soterrey cucarachero en Costa Rica, soterrey criollo en Ecuador, house wren en Estados Unidos, cucharero en Honduras, Chivirín Saltapared o Saltapared Común en México, chochín casero en Nicaragua, y sotorrey común en Panamá.

## Descripción

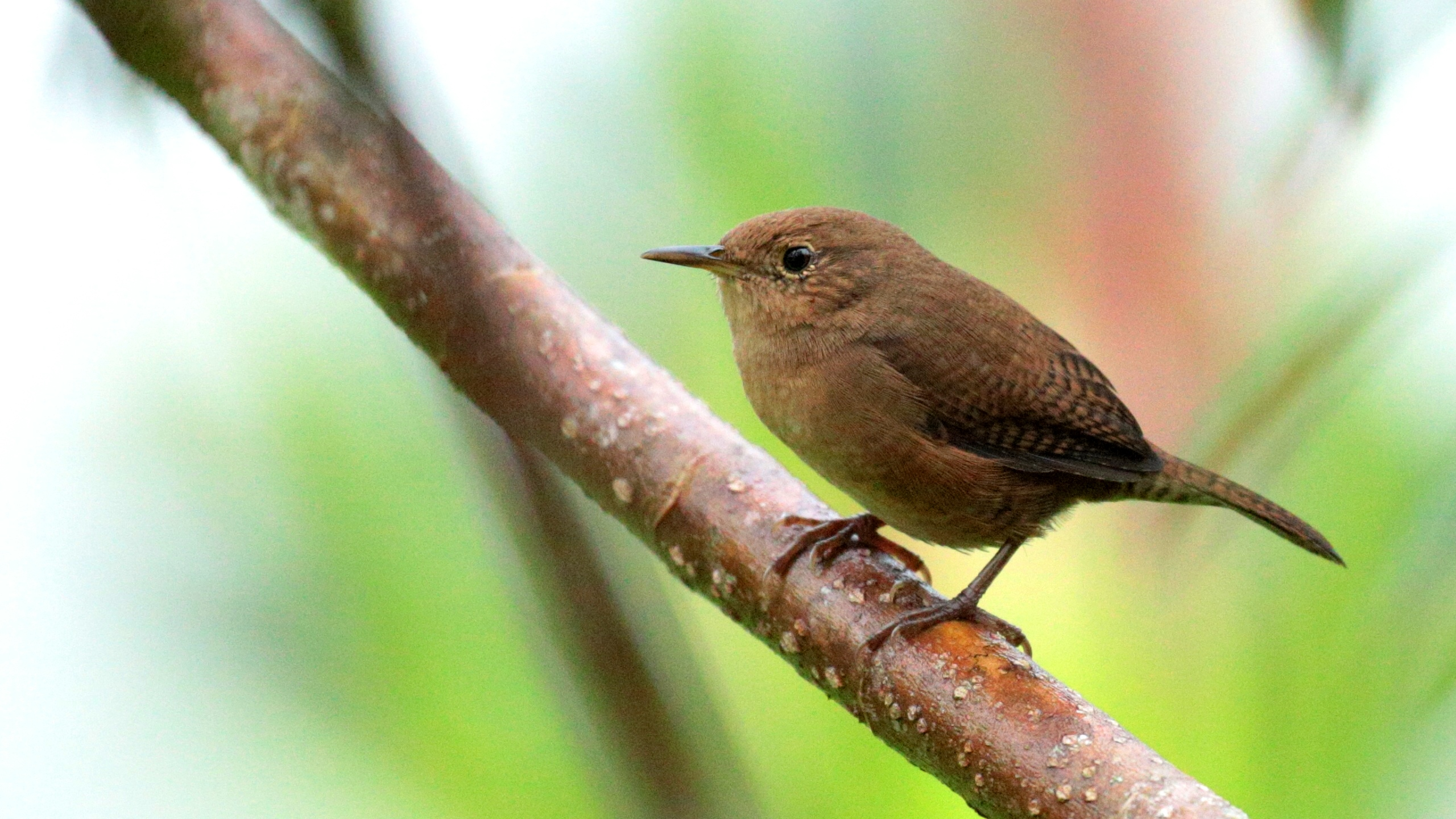
Ejemplar del sur de México.

Es un pájaro pequeño, rechoncho y de cola estrecha. Mide aproximadamente 10 cm y pesa alrededor de 12 g. Tanto el macho como la hembra tienen el plumaje de las partes superiores de color pardo, con listado negro en las alas y la cola. Sus partes inferiores son de tonos marrones más claros, haciéndose más claros hacia el vientre. Además presenta listado pardo más oscuro en los flancos y zona subcaudal. Los ejemplares jóvenes son más oscuros que los adultos.
Tiene un canto corto y repetitivo en ocasiones y, a veces, puede llegar hasta ser melodioso.

## Subespecies

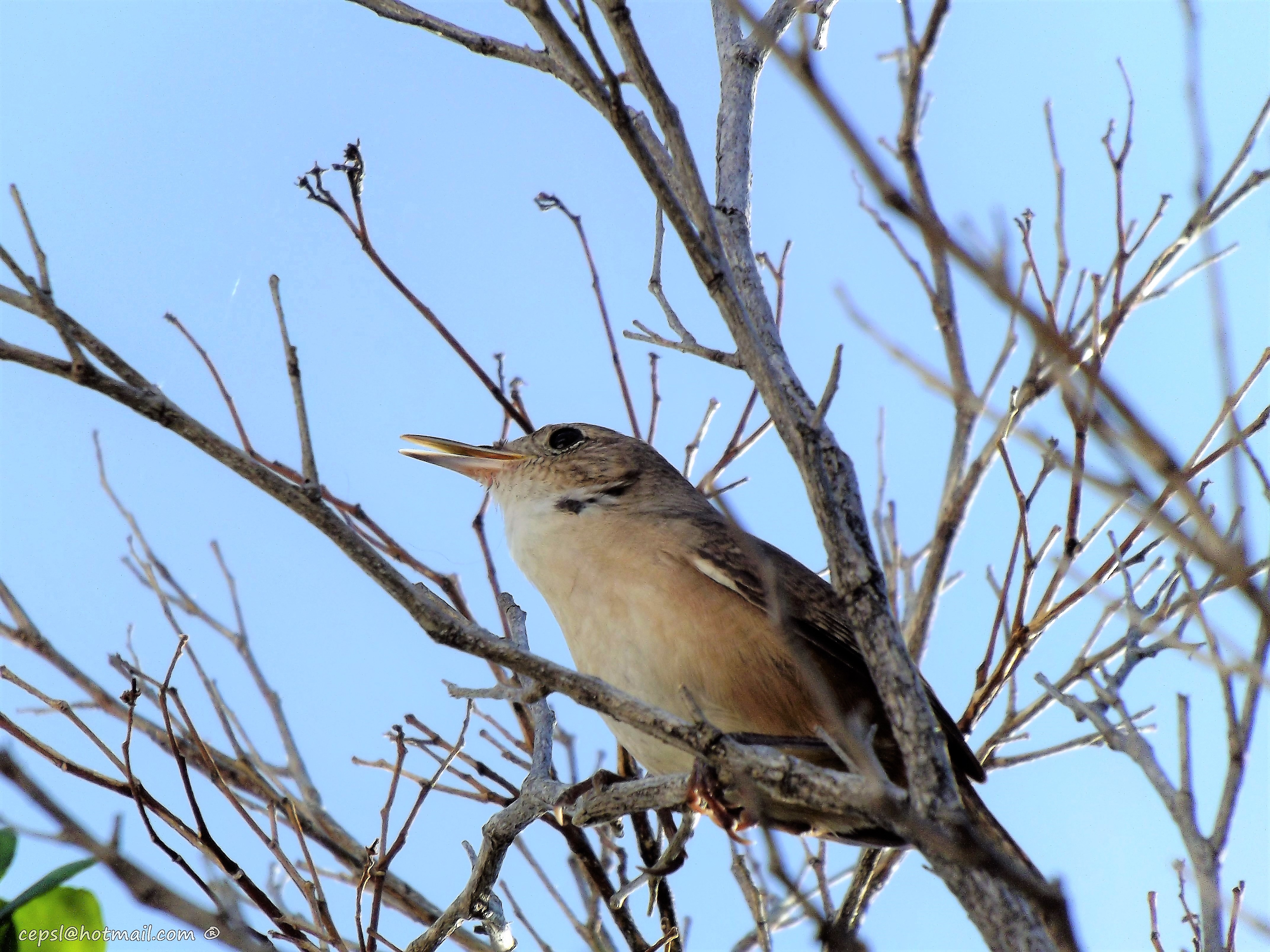
Cucarachero común (Troglodytes aedon ssp. albicans) en Venezuela.

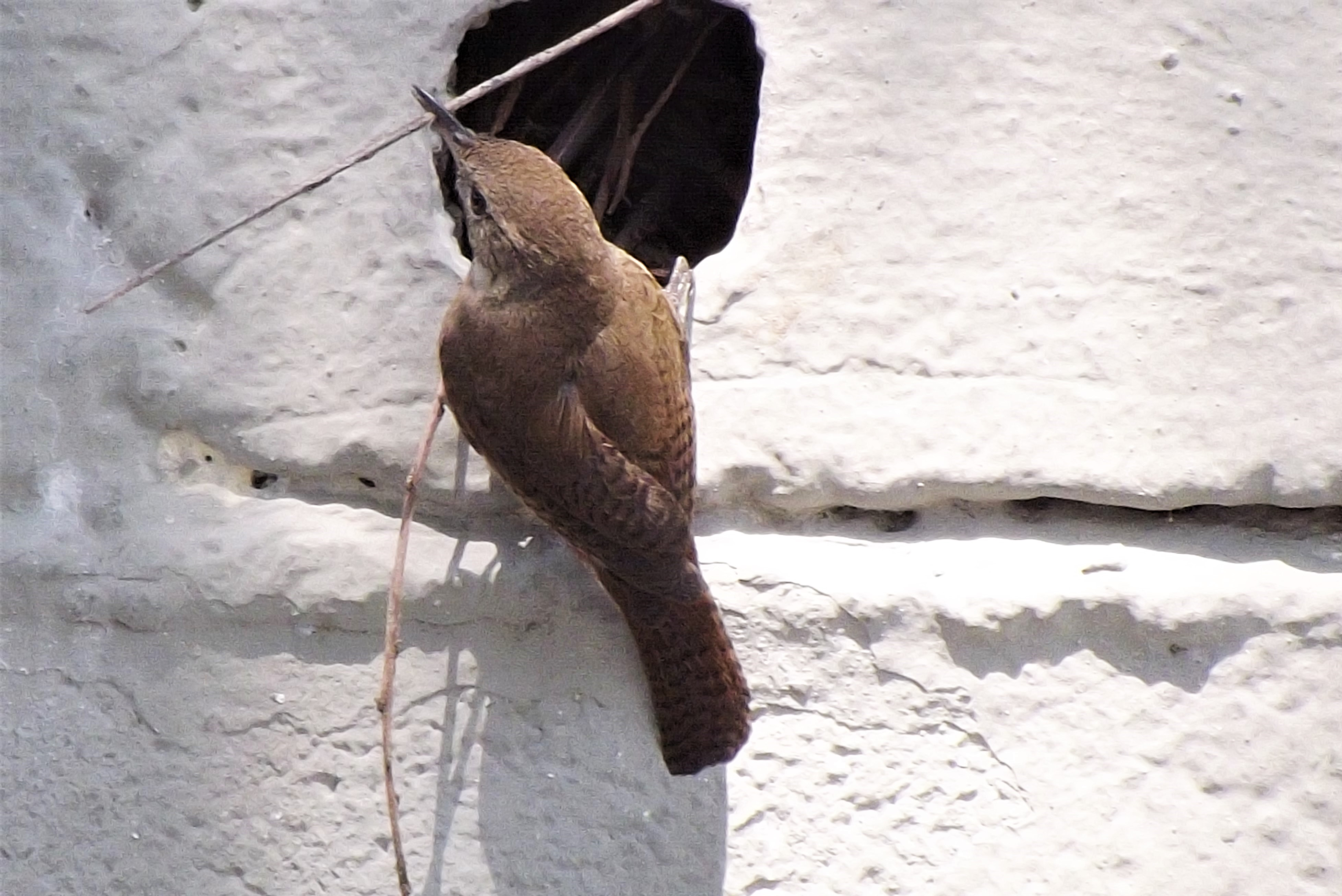
Cucarachero común acarreando material para la fabricación del nido en un orificio de una pared

- T. aedon grupo aedon
  - T. a. aedon[5]
  - T. a. parkmanii
- T. aedon grupo brunneicollis
  - T. a. brunneicollis
  - T. a. cahooni
- T. aedon grupo musculus

- T. a. albicans
- T. a. atacamensis[6]
- T. a. atopus
- T. a. audax
- T. a. beani[7]
- T. a. bonariae
- T. a. carabayae
- T. a. carychrous
- T. a. chilensis[6]
- T. a. clarus
- T. a. columbae
- T. a. effutitus
- T. a. grenadensis
- T. a. guadeloupensis
- T. a. inquietus
- T. a. intermedius
- T. a. martinicensis
- T. a. mesoleucus
- T. a. musculus
- T. a. musicus
- T. a. pallidipes
- T. a. peninsularis
- T. a. puna
- T. a. rex
- T. a. rufescens
- T. a. striatulus
- T. a. tecellatus[6]
- T. a. tobagensis

## Comportamiento
Es un ave inquieta de movimientos rápidos, por lo general siempre se la ve trepando, no vuela grandes distancias aunque esté en peligro.
Se alimenta de insectos y de arácnidos que encuentra en las plantas o en el suelo. 
Fabrica su nido con pastos y plumas que los coloca en huecos en los árboles secos, tejados, caños, etc.

## Distribución y hábitat
Se la encuentra en América desde el sur de Canadá hasta Tierra del Fuego. Las poblaciones de Norteamérica en invierno migran al sur hasta México. 
Habita en pastizales, juncales, jardines de las casas, etc.